# Korea Południowa na Zimowych Igrzyskach Olimpijskich 1948
Koreę Południową na Zimowych Igrzyskach Olimpijskich 1948 reprezentowało trzech zawodników (sami mężczyźni). Wystartowali oni tylko w łyżwiarstwie szybkim. Był to debiut reprezentacji Korei Południowej na zimowych igrzyskach olimpijskich.

## SKład kadry

### Łyżwiarstwo szybkie
Mężczyźni
| Zawodnik      | Konkurencja   | Konkurencja   | Konkurencja    | Konkurencja    | Konkurencja    | Konkurencja    | Konkurencja      | Konkurencja      |
| Zawodnik      | Bieg na 500 m | Bieg na 500 m | Bieg na 1500 m | Bieg na 1500 m | Bieg na 5000 m | Bieg na 5000 m | Bieg na 10 000 m | Bieg na 10 000 m |
| Zawodnik      | Czas          | Miejsce       | Czas           | Miejsce        | Czas           | Miejsce        | Czas             | Miejsce          |
| ------------- | ------------- | ------------- | -------------- | -------------- | -------------- | -------------- | ---------------- | ---------------- |
| Choi Yong-jin | 45,7          | 21.           | 2:29,8         | 31.            |                |                |                  |                  |
| Lee Hyo-chang | 45,9          | 23.           | 2:23,3         | 19.            | 9:05,4         | 25.            |                  |                  |
| Lee Jong-guk  |               |               | 2:30,9         | 36.            | 9:36,7         | 38.            |                  |                  |